# Kilkenny (bier)
Kilkenny is een Iers bier.

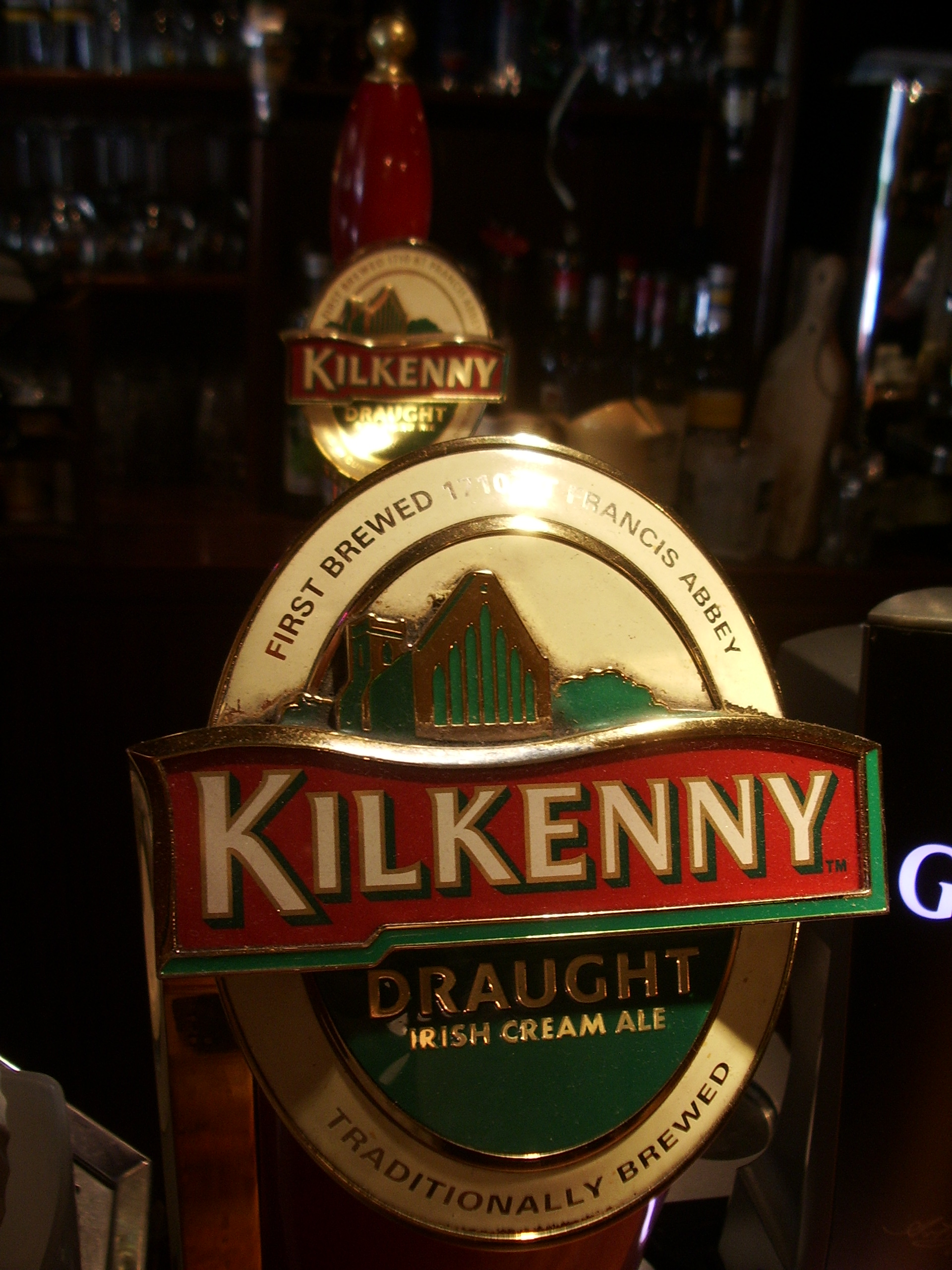

Dit rode bier (4,3%) is een romige premium ale, die in 1987 door Smithwick's werd gebrouwen voor de export.
In 1995 werd dit bier ook op de Ierse markt gebracht, naast Smithwick's zelf. Een sterkere versie (5%) wordt naar de VS geëxporteerd.
Het merk behoort momenteel  de firma Diageo, nadat het jarenlang tot het Guinness concern hoorde.